# Harry Richardson
Harry Richardson (Sydney, 3 marzo 1993) è un attore australiano.

## Biografia
Nato a Sydney e cresciuto tra Londra e l'Australia, Harry Richardson ha esordito sul piccolo schermo nel 2015 nel film Looking for Grace, mentre nel 2016 ha fatto il suo debutto televisivo in Doctor Thorne. Da allora si è affermato con ruoli ricorrenti in diverse serie televisive, tra cui quello di Drake Carne in Poldark e Larry Russell in The Gilded Age.

## Filmografia

### Cinema
- Looking for Grace, regia di Sue Brooks (2015)
- Dunkirk, regia di Christopher Nolan (2017)

### Televisione
- Doctor Thorne - serie TV, 4 episodi (2016)
- Poldark - serie TV, 25 episodi (2017-2019)
- Delitti in Paradiso (Death in Paradise) - episodio 6x7 (2018)
- Total Control - serie TV, 6 episodi (2019)
- The Gilded Age - serie TV, 13 episodi (2022-in corso)

## Doppiatori italiani
- Emanuele Ruzza in The Gilded Age